# Proflawina
Proflawina (C13H11N3) – organiczny związek chemiczny, należący do grupy barwników akrydynowych, dezynfekujący bakteriostatyk wykorzystywany na początku XX w. Wykazuje działanie mutageniczne, interkalując pomiędzy zasady nukleinowe DNA.